# Ольсбрюккен
Ольсбрюккен (нім. Olsbrücken) — громада в Німеччині, розташована в землі Рейнланд-Пфальц. Входить до складу району Кайзерслаутерн. Складова частина об'єднання громад Оттербах-Оттерберг.
Площа — 7,22 км2. Населення становить 1060 ос. (станом на 31 грудня 2020).

## Галерея

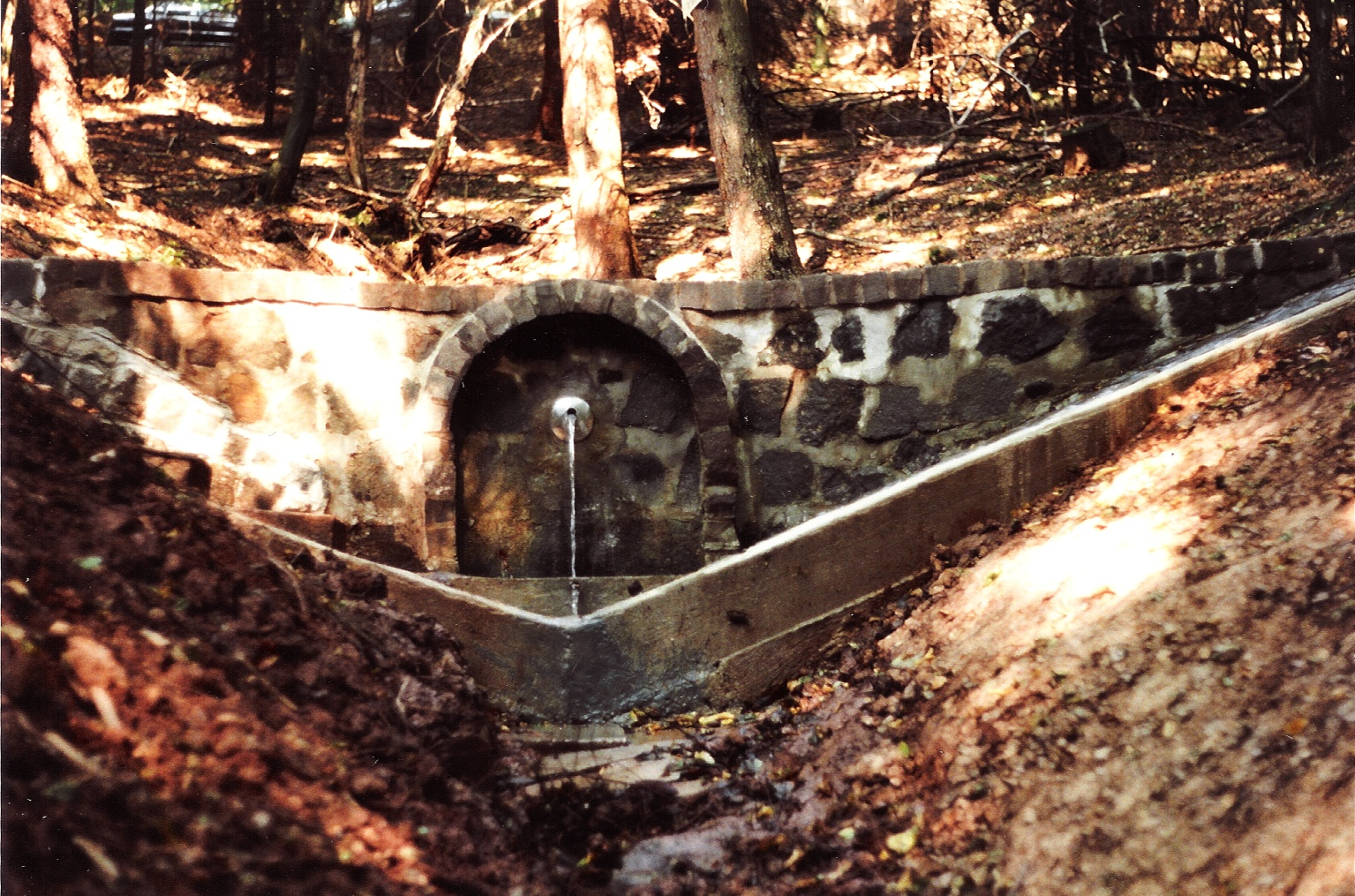
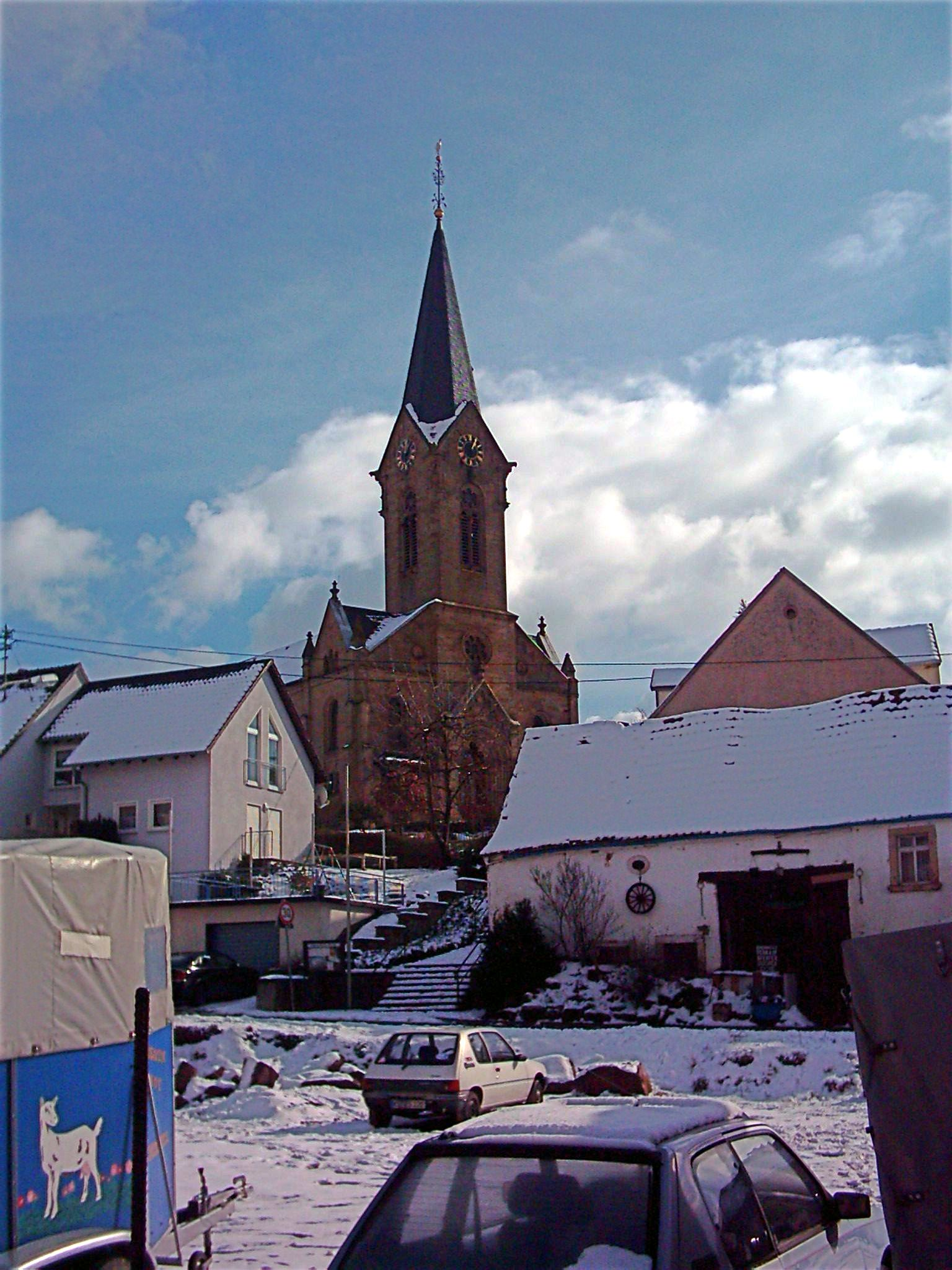